# Mike Carey
En Mike Carey (nascut el 1959) és un guionista de còmics, guionista de cinema i escriptor de novel·la anglès.

## Biografia i educació
Carey va néixer a Liverpool, Anglaterra el 1959. Es va descriure a si mateix com  "one of those ominously quiet kids... [who] lived so much inside my own head I only had vestigial limbs" . Com un nen que sempre va estar interessat en els còmics i que des de la seva primera infantesa va escriure i dibuixar històries primitives per al seu germà petit. Va estudiar anglès al St Peter's College d'Oxford abans d'arribar a ser professor, feina que va exercir durant 15 anys abans de dedicar-se a escriure còmics.

## Carrera professional
Després d'escriure diferents guions per a sèries de companyies de còmics independents, entre les quals hi ha una biografia en còmic sobre Ozzi Osbourne i una obra de ficció sobre la banda de música Pantera, Carey va obtenir un treball regular a la revista de còmic setmanal de ciència-ficció britànica 2000 AD, en la que va crear les sèries originals Th1rt3en i Carver Hale.
Carey va passar a treballar pel segell Vertigo de DC Comics en el que va escriure el còmic Lucifer, nominat amb el Premi Eisner i els capítols del número 175 al 215 de Hellblazer. També va escriure la novel·la gràfica The Sandman Presents: The Furies amb John Bolton i All His Engines (Hellblazer) amb Leonardo Manco.
Carey és l'escriptor d'X-Men: Legacy (en la que treballa amb el dibuixant Scot Eaton, i de Ultimate Fantastic Four de Marvel Comics.
També ha participat en les sèries de Vertigo (DC Comics): Faker (mini-sèrie de sis capítols amb el dibuixant Jock, la novel·la gràfica God Save the Queen (amb el dibuixant John Bolton, protagonitzada per Titania, Oberon, Puck, Nuala i Cluracan, de la sèrie de Sandman) i els còmics Books of Magic i Crossing Midnight (amb Jim Fern). El setembre de 2006 va escriure Wetworks:Worldstorm (amb el dibuixant Witlce Portacio per Wildstorm Còmics. També és un dels primers autors de Minx Comics de DC Comics, línia editorial dirigida a noies joves, en la que va co-escriure juntament amb la seva filla, Louise. El maig de 2009 va editar la seva obra The Unwritten (dibuixada per Peter Gross.

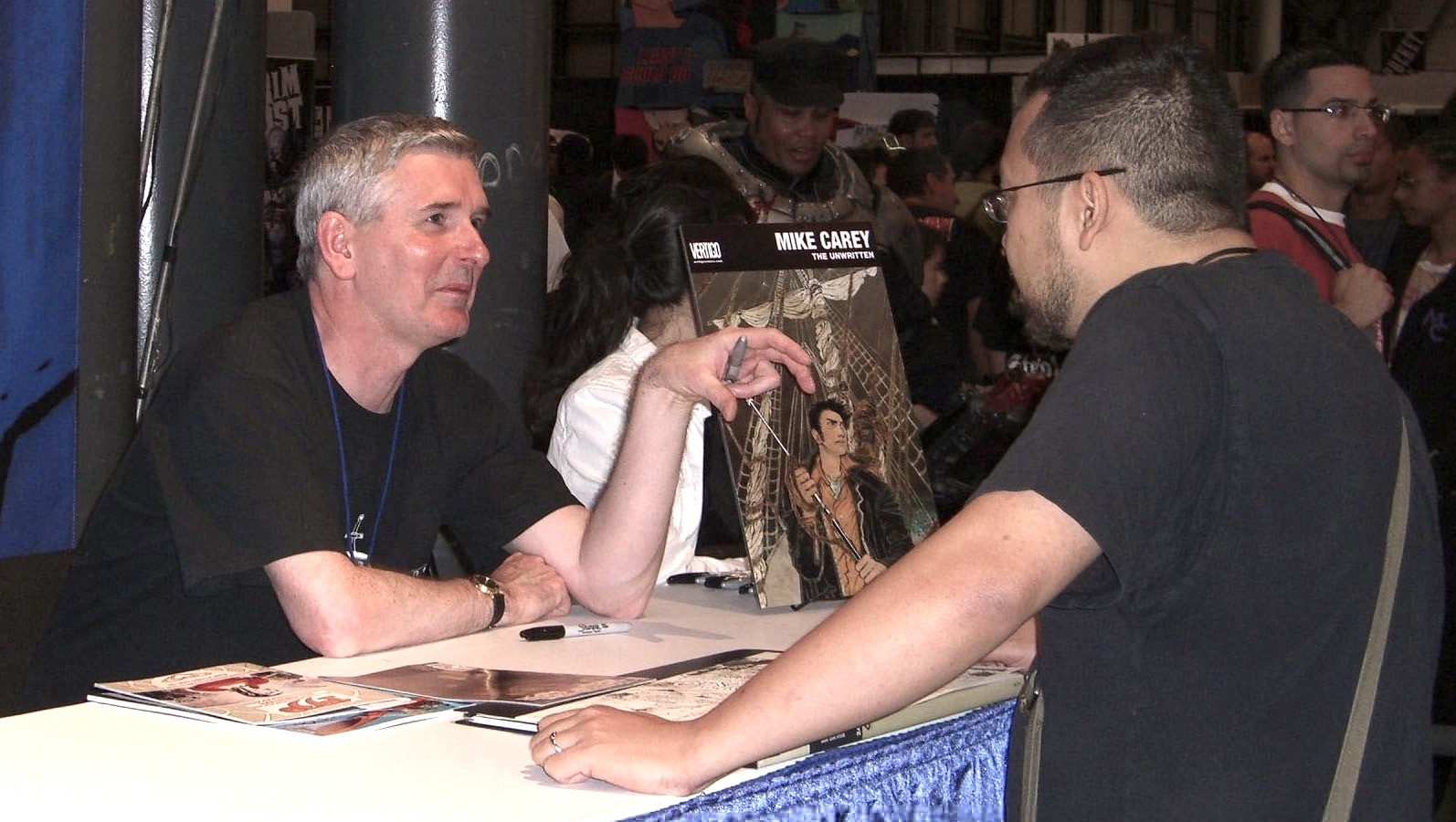
Carey a l'estand de DC Comics a la New York Comic Con el 10 d'octubre de 2010.

El 2008 Carey va treballar en diferents títols de còmics, entre ells: en el crossover (línia argumental que inclou diverses sèries de còmics) Secret Invasion de Marvel Comics, en Queen's Rook (primer treball en coalició entre Virgin Comics i Myspace en la que els usuaris podien suggerir idees que eren incorporades en el còmic per via internet), el crossover entre Wolverine: Origins i els X-Men: Legacy Dark Deception de Marvel Comics i va reescriure l'origen de la Bèstia a X-Men: Origins, va escriure una història sobre l'l'Home de Gel a X-Men: Manifest Destiny, una adaptació en còmic de Ender's Shadow i les sèries de Vergigo Films The Unwritten.
L'abril de 2006 va editar la seva primera novel·la en prosa, The Devil You Know (d' Orbit books) i a l'octubre del mateix anys va editar la seva seqüela, Vicious Circle. També ha escrit les novel·les Dead Men's Boots (2007), Thicker Than Water (2009) i The Naming of the Beasts (2009).
El 2006 es va començar a gravar la primera pel·lícula que ha guionitzat, Frost Flowers (dirigida per Andrea Vecchiato) però el projecte no es va culminar. Carey també va escriure per la sèrie de televisió The Stranded, la primera co-producció entre Virgin Comics i el canal de televisió Syfy.
El 2011 va escriure un crossover entre X-Men Legacy i New Mutants que es titula Age of X. L'agost del mateix any Marvel Comics va anunciar la final de l'arc argumental de la sèrie d'X-Men-Legacy.

## Obra

### Primers treballs
Els primers treballs que van editar diverses editorials britàniques i americanes són:
- Toxic! 30-31: Aquarius: Promised Lands (amb Ken V. Meyer, Jr., Apocalypse, 1991.)
- Malibu Comics:
  - Ozzy Osbourne: "The Comeback" (amb Tom Kyffin, one-shot, 1993)
  - Pantera: "Power in the Darkness" (amb Trevor Goring, one-shot, 1994)
- Caliber Comics:
  - Inferno #1-5 (ambMichael Gaydos, 1995-1996) editats de manera conjunta amb el tígol d'Inferno (tpb, 144 pàgines, Titan Books, 2003, ISBN 1-84023-764-3)
  - Negative Burn #49: "Suicide Kings" (amb Paul J. Holden, 1997)
  - Dr. Faustus (amb Mike Perkins, one-shot, 1997)

### DC Comics/Vertigo
Els còmics que ha escrit per a l'editorial de DC Comics i el seu segell Vertigo són:
- Lucifer:
  - Devil in the Gateway (tpb, 160 pàgines, 2001, ISBN 1-56389-733-4) que inclou:
    - The Sandman Presents: Lucifer #1-3 (amb Scott Hampton, 1999)
    - "A Six-Card Spread" (amb Chris Weston, a: #1-3, 2000)
    - "Born with the Dead" (amb Warren Pleece, a: #4, 2000)

  - Children and Monsters (tpb, 208 pàgines, 2002, ISBN 1-56389-800-4) col·leccionat en:
    - "The House of Windowless Rooms" (amb Peter Gross, a: #5-8, 2000-2001)
    - "Children & Monsters" (amb Dean Ormston i Peter Gross, a: #9-13, 2001)

  - A Dalliance with the Damned (tpb, 160 pàgines, 2002, ISBN 1-56389-892-6) col·leccionat en:
    - "Triptych" (amb Dean Ormston i Peter Gross, a: #14-16, 2001)
    - "A Dalliance with the Damned" (amb Peter Gross i Dean Ormston, a: #17-19, 2001)
    - "The Thunder Sermon" (amb Dean Ormston, a: #20, 2002)

  - The Divine Comedy (tpb, 192 pàgines, 2003, ISBN 1-4012-0009-5) col·leccionat en:
    - "Paradiso" (amb Peter Gross, a: #21-23, 2002)
    - "The Writing on the Wall" (amb Dean Ormston, a: #24, 2002)
    - "Purgatorio" (amb Peter Gross, a: #25-27, 2002)
    - "Breaking & Entering" (amb Dean Ormston, a: #28, 2002)

  - Inferno (tpb, 168 pàgines, 2004, ISBN 1-4012-0210-1) col·leccionat en:
    - "Inferno" (amb Peter Gross, a: #29-32, 2002-2003)
    - "Bearing Gifts" (amb Dean Ormston, a: #33, 2003)
    - "Come to Judgment" (amb Peter Gross, a: #34-35, 2003)

  - Mansions of the Silence (tpb, 144 pàgines, 2004, ISBN 1-4012-0249-7) col·leccionat en:
    - "Naglfar" (amb Peter Gross i Dean Ormston, a: #36-40, 2003)
    - "Sisters of Mercy" (Amb David Hahn, a: #41, 2003)

  - Exodus (tpb, 168 pàgines, 2005, ISBN 1-4012-0491-0) col·leccionat en:
    - "Brothers in Arms" (amb Peter Gross, a: #42-44, 2003-2004)
    - "Stitchglass Slide, Part 1: The Weaving" (amb Peter Gross, a: #46, 2004)
    - "Wire, Briar, Limber Lock, Part 1: The Winnowing" (amb Peter Gross, a: #47, 2004)
    - "Stitchglass Slide, Part 2: The War" (amb Peter Gross, a: #48, 2004)
    - "Wire, Briar, Limber Lock, Part 2: The Widow" (amb Peter Gross, a: #49, 2004)

  - The Wolf Beneath the Tree (tpb, 160 pàgines, 2005, ISBN 1-4012-0502-X) col·leccionats en:
    - "Neutral Ground" (amb Ted Naifeh, a: #45, 2004)
    - "Lilith" (amb P. Craig Russell, a: #50, 2004)
    - "The Wolf Beneath the Tree" (amb Peter Gross, a: #51-54, 2004)

  - Crux (tpb, 168 pàgines, 2006, ISBN 1-4012-1005-8) col·leccionat en:
    - "The Eighth Sin" (amb Marc Hempel, a: #55, 2004)
    - "Crux" (amb Peter Gross, a: #56-57, 2005)
    - "The Yahweh Dance" (amb Ronald Wimberly, a: #58, 2005)
    - "The Breach" (amb Peter Gross, a: #59-61, 2005)

  - Morningstar (tpb, 192 pàgines, 2006, ISBN 1-4012-1006-6) col·leccionat en:
    - "The Wheels of God" (amb Colleen Doran, a: #62, 2005)
    - "Morningstar 1" (amb Peter Gross, a: #63-65, 2005)
    - "The Beast Can't Take Your Call Right Now" (amb Michael Kaluta, a: #66, 2005)
    - "Morningstar 2" (amb Peter Gross, a: #67-69, 2005-2006)

  - Evensong (tpb, 216 pàgines, 2007, ISBN 1-4012-1200-X) col·leccionats en:
    - "Fireside Tales" (amb Zander Cannon, a: #70, 2006)
    - "Evensong" (amb Peter Gross, a: #71, 2006)
    - "Untitled" (amb Peter Gross, a: #72, 2006)
    - "The Gaudium Option" (amb Dean Ormston, a: #73, 2006)
    - "Eve" (amb Peter Gross, a: #74, 2006)
    - "All We Need of Hell" (amb Peter Gross, a: #75, 2006)
    - Lucifer: Nirvana (ambJon J Muth, one-shot, 2002)
- The Sandman Presents: |Petrefax #1-4 (amb Steve Leialoha, 2000)
- Flinch #16: "The Wedding Breakfast" (amb Craig T. Hamilton, 2001)
- Hellblazer (John Constantine):
  - 9-11 Volume 2: "Exposed" (amb Marcelo Frusin, 2002, graphic novel, tpb, 224 pàgines, ISBN 1-56389-878-0)
  - Hellblazer:
    - Red Sepulchre (tpb, 144 pàgines, 2005, ISBN 1-4012-0485-6) col·leccionat en:
      - "High on Life" (amb Steve Dillon i Marcelo Frusin, a: #175-176, 2002)
      - "Red Sepulchre" (amb Marcelo Frusin, a: #177-180, 2002-2003)

    - Black Flowers (tpb, 144 pàgines, 2005, ISBN 1-4012-0499-6) col·leccionat en:
      - "The Game of Cat and Mouse" (amb Jock, a: #181, 2003)
      - "Black Flowers" (amb Lee Bermejo, a: #182-183, 2003)
      - "Third Worlds" (amb Marcelo Frusin, a: #184-186, 2003)

    - Staring at the Wall (tpb, 168 pàgines, 2006, ISBN 1-4012-0929-7) col·leccionat en:
      - "Bred in the Bone" (amb Doug Alexander Gregory, a: #187-188, 2003)
      - "Staring at the Wall" (amb Marcelo Frusin, a: #189-193, 2003-2004)

    - Stations of the Cross (tpb, 192 pàgines, 2006, ISBN 1-4012-1002-3) col·leccionat en:
      - "Ward 24" (amb Leonardo Manco, a: #194, 2004)
      - "Out of Season" (amb Leonardo Manco i Chris Brunner, a: #195-196, 2004)
      - "Stations of the Cross" (amb Marcelo Frusin, a: #197-199, 2004)
      - "Happy Families" (amb Steve Dillon, Marcelo Frusin i Leonardo Manco, a: #200, 2004)

    - Reasons to be Cheerful (tpb, 144 pàgines, 2007, ISBN 1-4012-1251-4) col·leccionat en:
      - "Event Horizon" (amb Leonardo Manco, a: #201, 2004)
      - "Reasons to be Cheerful" (amb Leonardo Manco, a: #202-205, 2005)
      - "Cross Purpose" (amb Giuseppe Camuncoli, a: #206, 2005)

    - The Gift (col·lecció #207-215, tpb, 224 pàgines, 2007, ISBN 1-4012-1453-3) col·leccionat en:
      - "Down in the Ground Where the Dead Men Go" (amb Leonardo Manco, a: #207-212, 2005)
      - "The Gift" (amb Frazer Irving, a: #213, 2005)
      - "R.S.V.P." (amb Leonardo Manco, a: #214-215, 2006)

    - "With a Little Help for my Friend" (amb John Paul Leon, a: #229, 2007)

  - Hellblazer: All His Engines (amb Leonardo Manco, novel·la gràfica, hc, 128 pàgines, 2005, ISBN 1-4012-0316-7)
- The Sandman Presents: The Furies (amb John Bolton, novel·la gràfica, hc, 96 pàgines, 2002, ISBN 1-56389-935-3)
- Batman:
  - Batman: Gotham Knights #37: "Fear is the Key" (ambSteve Mannion, 2003)
  - Detective Comics #801-804: "The Barker: When You're Strange" (amb John Lucas, co-guionitzat, 2005)
- My Faith in Frankie #1-4 (amb Sonny Liew, 2004) col·leccionat amb el títol de My Faith in Frankie (tpb, 112 pàginess, 2004, ISBN 1-4012-0390-6)
- Neil Gaiman's Neverwhere #1-9 (amb Glenn Fabry, 2005-2006) col·leccionat amb el títol de Neil Gaiman's Neverwhere (tpb, 224 pàgines, 2007, ISBN 1-4012-1007-4)
- Crossing Midnight (amb Jim Fern i Eric Nguyen, 2006-2008) col·leccionat en:
  - Cut Here (col·leccionat en #1-5, tpb, 128 pàgines, 2007, ISBN 1-4012-1341-3)
  - A Map of Midnight (col·leccionat en #6-12, tpb, 168 pàgines, 2008, ISBN 1-4012-1645-5)
  - The Sword in the Soul (col·leccionat en #13-19, tpb, 168 pàgines, 2008, ISBN 1-4012-1966-7)
- God Save the Queen (amb John Bolton, novel·la gràfica, hc, 96 pàgines, 2007, ISBN 1-4012-0303-5)
- Re-Gifters (amb Sonny Liew, novel·la gràfica, tpb, 176 pàgines, Minx Comics, 2007, ISBN 1-4012-0371-X)
- Faker #1-6 (amb Jock, 2007-2008) col·leccionat com Faker (tpb, 160 pàgines, 2008, ISBN 1-4012-1663-3)
- Confessions of a Blabbermouth (amb Louise Carey i Aaron Alexovich, novel·la gràfica, 176 pàgines, Minx, 2007, ISBN 1-4012-1148-8)
- The Unwritten (amb Peter Gross, 2009-...) col·leccionat en:
  - Tommy Taylor and the Bogus Identity (col·leccionat en #1-5, tpb, 144 pàgines, 2010, ISBN 1-4012-2565-9)
  - Inside Man (col·leccionat en #6-12, tpb, 168 pàgines, 2010, ISBN 1-4012-2873-9)
  - Dead Man's Knock (col·leccionat en #13-18, tpb, 160 pàgines, 2011, ISBN 1-4012-3046-6)
  - Leviathan (col·leccionat en #19-24, tpb, 144 pàgines, 2011, ISBN 1-4012-3292-2)
  - On to Genesis (col·leccionat en #25-30, tpb, 144 pàgines, 2012, ISBN 1-4012-3359-7)
- House of Mystery Halloween Annual #2: "Infernal Bargains: Just Say No!" (amb Peter Gross, 2010)

### 2000 AD
Els còmics que ha fet pel còmic de ciència-ficció britànic 2000 AD són:
- Pulp Sci-fi:
  - "Eggs is Eggs" (amb Cliff Robinson, a: #1145, 1999)
  - "Doin' Time" (amb Ben McCloud, a: #1147, 1999)
- Tharg's Future Shocks:
  - "Inside Job" (amb John Charles, a: #1230, 2001)
  - "Right Back at Ya" (amb John Charles, a: #1287, 2002)
- Carver Hale (amb Mike Perkins, a #1236-1240 i 1247-1249, 2001) col·leccionats com CH: Twisting the Knife (hc, 44 pàgines, 2005, ISBN 1-904265-62-6)
- Thirteen (amb Andy Clarke, in #1289-1299, 2002) col·leccionat com Th1rt3en (tpb, 96 pàgines, 2005, ISBN 1-904265-36-7)

### Còmics Marvel
Mikey Carey ha col·laborat amb Marvel Editorial en els següents còmics.
- Ultimate Elektra: Devil's Due #1-5 (amb Salvador Larroca, 2004-2005) col·leccionat com UE-DD (tpb, 120 pàginess, 2005, ISBN 0-7851-1504-8)
- Spellbinders #1-6 (amb Mike Perkins, 2005) col·leccionat com Spellbinders: Signs and Wonders (tpb, 144 pàgines, 2005, ISBN 0-7851-1756-3)
- els Quatre Fantàstics:
  - Ultimate Fantastic Four:
    - Volume 2 (hc, 240 pàgines, 2006, ISBN 0-7851-2058-0) inclou:
      - "Think Tank" (ambJae Lee, in #19-20, 2005)

    - Volume 4 (hc, 320 pàgines, 2007, ISBN 0-7851-2872-7) col·leccionat en:
      - Ultimate X4 #1-2 (amb Pasqual Ferry i Leinil Francis Yu, 2006)
      - "God War" (amb Pasqual Ferry, a: #33-38, 2006-2007)
      - "Untitled" (amb Stuart Immonen i Frazer Irving, en Annual #2, 2006)
      - "Devils" (amb Mark Brooks i Scott Kolins, en #39-41, 2007)

    - Volume 5 (hc, 288 pàgines, 2008, ISBN 0-7851-3082-9) col·leccionat en:
      - "Silver Surfer" (amb Pasqual Ferry, a: #42-46, 2007)
      - "Ghosts" (amb Mark Brooks, a: #47-49, 2007-2008)
      - "Four Cubed" (amb Tyler Kirkham, a: #50-53, 2008)

    - Volume 6 (hc, 256 pàgines, 2009, ISBN 0-7851-3781-5) inclou:
      - "Salem's Seven" (amb Tyler Kirkham i Eric Basaldua, a: #54-57, 2008)

  - Fantastic Four: The Movie (amb Dan Jurgens, one-shot, 2005)
  - Marvel Holiday Special:
    - "Christmas Day in Manhattan" (amb Mike Perkins, en '05, 2006)
    - "A is for Annihilus" (amb Mike Perkins, a '06, 2007)
    - "The Meaning of Christmas" (amb Nelson DeCastro, a '07, 2008)

  - What If?.. featuring FF (amb Marshall Rogers, one-shot, 2006) col·leccionat en What If: Mirror Mirror (tpb, 152 pàgines, 2006, ISBN 0-7851-1902-7)
- X-Men:
  - X-Men (amb Chris Bachalo, Clayton Henry, Humberto Ramos, Mark Brooks i Michael Choi, 2006-2007) collected as:
    - Supernovas (números #188-199 i Annual #1, hc, 336 pàgines, 2007, ISBN 0-7851-2514-0; tpb, 2008, ISBN 0-7851-2319-9)
    - Blinded by the Light (col·leccionat en #200-204, tpb, 144 pàgines, 2008, ISBN 0-7851-2544-2)
    - Endangered Species (hc, 192 pàgines, 2008, ISBN 0-7851-3012-8; tpb, 2008, ISBN 0-7851-2820-4) inclou:
      - X-Men: Endangered Species (amb Scot Eaton, one-shot, 2007)
      - "Capítol 1" (amb Scot Eaton, a: #200, 2007)
      - "Capítol 2" (amb Mark Bagley, a: Uncanny X-Men #488, 2007)
      - "Capítol 3" (amb Mark Bagley, a: X-Factor #21, 2007)
      - "Capítol 6" (amb Mike Perkins, a: Uncanny X-Men #489, 2007)
      - "Capítol 7" (amb Mike Perkins, a: X-Factor #22, 2007)
      - "Capítol 12" (amb Mike Perkins, a: New X-Men #42, 2007)
      - "Capítol 13" (amb Mike Perkins, a: #203, 2007)
      - "Capítol 16 i 17" (amb Scot Eaton, a: #204, 2007)

    - Messiah Complex (inclous #205-207, hc, 352 pàgines, 2008, ISBN 0-7851-2899-9; tpb, 2008, ISBN 0-7851-2320-2)

  - Wolverine: Firebreak (amb Scott Kolins, one-shot, 2008) compilat a Wolverine: Dangerous Games (hc, 144 pàgines, 2008, ISBN 0-7851-3471-9)
  - X-Men: Divided We Stand (tpb, 136 pàgines, 2008, ISBN 0-7851-3265-1) inclou:
    - "Danger Room" (amb Brandon Peterson, a: #1, 2008)
    - "Lights Out" (amb Scot Eaton, a: #2, 2008)

  - X-Men: Legacy (amb Scot Eaton, John Romita, Jr., Billy Tan, Greg Land, Brandon Peterson, Mike Deodato Jr., Ken Lashley, Marco Checchetto, Phil Briones, Dustin Weaver, Daniel Acuña, Laurence Campbell, Clay Mann, Yanick Paquette, Paul Davidson, Harvey Tolibao, Jorge Molina, Rafa Sandoval, Khoi Pham i Steve Kurth, 2008-2012) compilat com:
    - Divided He Stands (números #208-212, hc, 120 pàgines, 2008, ISBN 0-7851-3000-4; tpb, 2008, ISBN 0-7851-3001-2)
    - Sins of the Father (números #213-216, hc, 168 pàgines, 2008, ISBN 0-7851-3002-0; tpb, 2009, ISBN 0-7851-3003-9)
    - Original Sin (números #217-218 i one-shot X-Men: Original Sin, hc, 144 pàgines, 2009, ISBN 0-7851-3038-1; tpb, 2009, ISBN 0-7851-2956-1)
    - Salvage (números #219-225, hc, 168 pàgines, 2009, ISBN 0-7851-4173-1; tpb, 2009, ISBN 0-7851-3876-5)
    - Dark Avengers/Uncanny X-Men: Utopia (números #226-227, hc, 368 pàgines, 2009, ISBN 0-7851-4233-9; tpb, 2010, ISBN 0-7851-4234-7)
    - Emplate (números #228-230 i Annual #1, hc, 112 pàgines, 2010, ISBN 0-7851-4020-4; tpb, 2010, ISBN 0-7851-4115-4)
    - X-Necrosha (números #231-234 i número únic X-Necrosha, hc, 448 pàgines, 2010, ISBN 0-7851-4674-1; tpb, 2010, ISBN 0-7851-4675-X)
    - Second Coming (inclou #235-237 i one-shot Prepare, hc, 392 pàgines, 2010, ISBN 0-7851-4678-4; tpb, 2011, ISBN 0-7851-5705-0)
    - Collision (inclou #238-241, hc, 168 pàgines, 2011, ISBN 0-7851-4668-7; tpb, 2011, ISBN 0-7851-4669-5)
    - Age of X (números #245-247, New Mutants #22-24 i número únic Alpha, hc, 256 pàgines, 2011, ISBN 0-7851-5289-X; tpb, 2012, ISBN 0-7851-5290-3)
    - Aftermath (números #242-244 i 248-249, hc, 120 pàgines, 2011, ISBN 0-7851-5635-6; tpb, 2012, ISBN 0-7851-5636-4)
    - Lost Legions (números #250-253, hc, 112 pàgines, 2011, ISBN 0-7851-5291-1; tpb, 2012, ISBN 0-7851-5292-X)
    - Five Miles South of the Universe (números #254-260, hc, 160 pàgines, 2012, ISBN 0-7851-6067-1; tpb, 2012, ISBN 0-7851-6068-X)

  - X-Men: Manifest Destiny (hc, 208 pàgines, 2009, ISBN 0-7851-3817-X; tpb, 2009, ISBN 0-7851-2451-9) inclou:
    - "Pixies and Demons" (amb Greg Land, a: Free Comic Book Day '08: X-Men, 2008)
    - "Kill or Cure" (amb Michael Ryan, a: X-Men: MD #1-5, 2008)

  - Secret Invasion: X-Men #1-4 (amb Cary Nord, 2008) compilat en el tom SI: X-men (tpb, 136 pàgines, 2009, ISBN 0-7851-3343-7)
  - X-Men Origins (hc, 192 pàgines, 2009, ISBN 0-7851-3451-4; tpb, 2010, ISBN 0-7851-3452-2) inclou:
    - Beast (amb J. K. Woodward, one-shot, 2008)
    - Gambit (amb David Yardin, one-shot, 2009)
- Ultimate Vision #1-5 (amb Brandon Peterson, 2007-2008) compilat com Ultimate Vision (tpb, 160 pàgines, 2008, ISBN 0-7851-2173-0)
- Legion of Monsters: Werewolf by Night: "Smalltown Girl" (amb Greg Land, one-shot, 2007) copilat en LoM (hc, 280 pages, 2007, ISBN 0-7851-2754-2)
- Secret Invasion: Who Do You Trust?: "Agent Brand: In Plain Sight" (amb Timothy Green II, one-shot, 2008)
- Ender's Shadow (amb Sebastian Fiumara, 2008-2010) compilats com:
  - Battle School (números #1-5, hc, 128 Pàgines, 2009, ISBN 0-7851-3596-0)
  - Command School (números #1-5, hc, 128 pàgines, 2010, ISBN 0-7851-3598-7)
  - Ultimate Collection (números Battle School #1-5 i Command School #1-5, tpb, 256 pàgines, 2012, ISBN 0-7851-6338-7)
- The Torch #1-8 (amb Alex Ross, Jim Krueger i Patrick Berkenkotter, 2009-2010) compilat com The Torch (hc, 200 pàgines, 2010, ISBN 0-7851-4631-8)
- Breaking into Comics the Marvel Way! #2: "Butterfly Blade" (amb Shaun Turnbull, 2010)
- The Mystic Hands of Doctor Strange: "Duel in the Dark Dimension" (amb Marcos Martín, one-shot, 2010)
- Thor: Wolves of the North (amb Mike Perkins, one-shot, 2011)
- Sigil #1-4 (amb Leonard Kirk, 2011) compilat com Sigil: Out of Time (tpb, 96 pàgines, 2011, ISBN 0-7851-5622-4)

### Altres editorials
- 9-11 Volume 1: "In the House of Light" (amb Mike Collins, novel·la gràfica, tpb, 196 pàgines, Dark Horse, 2002, ISBN 1-563898-81-0)
- Dynamite Entertainment:
  - Red Sonja #0-6 (amb Michael Avon Oeming i Mel Rubi, 2005) compilat com RS: She-Devil with a Sword (hc, 150 pàgines, 2006, ISBN 1-933305-36-3)
  - Untouchable (amb Samit Basu i Ashok Bhadana, one-shot, 2010)
- Vampirella: Revelations #0-3 (amb Mike Lilly, Harris, 2005) compilat com Vampirella: Revelations (tpb, 88 pàgines, 2006, ISBN 0-910692-92-0)
- Wetworks: Worldstorm (amb Whilce Portacio, Wildstorm, 2006-2008) compilat com:
  - Volum 1 (números#1-5, 136 pàgines, 2007, ISBN 1-4012-1375-8)
  - Volum 2 (inclou números #6-9, tpb, 160 pàgines, 2008, ISBN 1-4012-1639-0)
- Virgin Comics:
  - Voodoo Child #1-6 (amb Nicolas Cage, Weston Cage i Dean Hyrapiet, 2007) compilat com Voodoo Child (tpb, 144 pàgines, 2008, ISBN 1-934413-13-5)
  - The Stranded #1-5 (amb Siddharth Kotian, 2007-2008) compilat com The Stranded (tpb, 144 pàgines, 2008, ISBN 1-934413-25-9)
- Negative Burn #14: "Red Shift" (amb David Windett, Desperado Publishing, 2007)
- Thought Bubble Anthology]': "The Timeless Genius of Leonardo" (amb M.D. Penman, one-shot, Imag, 2011)

### Altres treballs

#### Novel·la
- Felix Castor:
  - The Devil You Know[28] (UK: 6 Abril 2006 & US: 10 Juliol 2007)
  - Vicious Circle (UK: 5 Octubre 2006 & US: 28 Juliol 2008)
  - Dead Men's Boots (UK: 26 September 2007 & US: 23 Juliol 2009)
  - Thicker Than Water (UK: 1 Març 2009)
  - The Naming of the Beasts (UK: 3 Setembre 2009)
- The Steel Seraglio (co-escrit amb Linda Carey i Louise Carey; US/CAN: Març 2012)[29]
- The Girl With All The Gifts (UK: gener de 2014)[30]

#### Curts de ficció i poesia
- now! and then! (conte incomplet editat a: Depths Número 10, hivern de 2009)
- In Thule with Jessica (poema a Xconnect vol. 6 #2)

#### Cinema
- Frost Flowers. Guió de la pel·lícula inacabada.

#### Pseudònim
- "The Dead Sea Deception" (UK: 2011 escrit amb el pseudònim d'Adam Blake publicat per Sphere.[31]